# Hermes
Hermes (tiếng Hy Lạp: Ἑρμῆς) là một trong 12 vị thần trên đỉnh Olympus của thần thoại Hy Lạp, thần đã tạo ra đàn lia (lyre). Hermes là con của Zeus và Maia.
Hermes là thần bảo hộ cho kẻ trộm, người du lịch, các sứ thần, mục đồng và chăn nuôi, người thuyết trình, thương nghiệp, khoa học kỹ thuật, văn chương và thơ, các đơn vị đo lường, điền kinh, thể thao, sự khôn ngoan, lanh trí, và các phát minh, sáng chế, ngôn ngữ. Ngoài ra, Hermes còn là vị thần đưa, truyền tin của đỉnh Olympus và là người dẫn đường cho các linh hồn đến cửa địa ngục. Người La Mã còn gọi thần là Mercury.
Hermes còn được biết như vị thần hộ mạng cung Cự Giải trong các cung hoàng đạo.

## Sự bảo hộ của Hermes
Hermes được sinh ra trên đỉnh Cyllene ở Arcadia. Câu chuyện về thần được kể trong một ca khúc thần thoại (hymn) của Homer về Hermes. Mẹ của Hermes, Maia, mang thai với Zeus trong một mối quan hệ bí mật. Maia như đoán biết được biệt tài trộm cắp thiên bẩm của Hermes nên bà bó con mình trong chăn nhưng khi bà ngủ say thì Hermes đã tìm cách thoát ra được. Thần đi du ngoạn khắp nơi, thông thuộc hết các đường đi ngõ hẻm. Thần chạy đến Thessalia nơi Apollo đang chăn bầy gia súc của mình. Hermes trộm một số bò của Apollo và đem chúng đến một cái hang trong rừng sâu gần Pylos sau khi đã xóa hết các dấu vết trên đường đi.
Trong hang sâu, Hermes thấy một con ba ba và thần đã giết chết nó, bỏ hết thịt chỉ giữ lại mai của nó rồi cùng với ruột của một con bò, thần làm nên cây đàn lia đầu tiên. Apollo đến gặp Maia và than phiền rằng Hermes đã lấy cắp bò của thần nhưng Hermes đã nhanh chóng chui vào chăn trở lại nên Maia không tin lời Apollo. Cuối cùng, Zeus phải can thiệp, thần khẳng định những gì mình đã chứng kiến và đứng về phía Apollo. Khi đó, Hermes bắt đầu chơi cây đàn lia. Là một vị thần của âm nhạc, Apollo lập tức thích ngay nhạc cụ này và đề nghị đổi những con bò đã bị đánh cắp với cây đàn. Vì thế, Apollo trở thành một bậc thầy về đàn lia còn Hermes lại sáng tạo ra một nhạc cụ dạng ống hơi khác là syrinx. Sau đó, Apollo lại đổi vương trượng để lấy cây syrinx của Hermes.
Ngoài Apollo, Hermes cũng từng trộm cây đinh ba của Poseidon, thanh tầm sét của Zeus, và một lần nữa Apollo lại mất cung và tên vào tay Hermes, Ares thì mất gươm,... nên từ đó, người Hy Lạp xem Hermes là vị thần trộm cướp, bảo hộ cho các kẻ trộm.

### Hermes và sự bảo hộ cho các sứ giả, người lữ hành
Như đã nói, trong lúc rời khỏi nôi của mình, Hermes đã đi du ngoạn khắp nơi. Do đó, ông biết rõ tất cả các con đường. Thần Zeus vì không muốn phí phạm trí nhớ siêu phàm ấy nên thần đã lệnh cho Hermes làm nhiệm vụ truyền tin, san sẻ gánh nặng với nữ thần cầu vồng Iris. Hermes với đôi giày có cánh đi khắp nơi đưa các tin lành dữ cho các thần và cả loài người. Người Hy Lạp cổ tin rằng từ việc này nên Hermes bảo hộ cho các sứ giả, người đưa thư.
Vì Hermes là vị thần thông thuộc tất cả các con đường nên người Hy Lạp còn tin ông sẽ bảo vệ cho người đi đường tránh khỏi các tai nạn, trộm cướp. Họ tin thần sẽ giúp họ tránh khỏi việc đi lầm lạc. Ở Hy Lạp xưa, người ta dựng cột Hermes ở các ngã ba, ngã tư đường. Đó là cây cột cao với cái đầu của người đàn ông mà người ta tin rằng đó là thần Hermes

### Hermes và thương nghiệp
Hermes bảo hộ cho các thương gia và người buôn bán. Trong thương nghiệp, người ta tin rằng các đơn vị cân, đo, đong, đếm đều do Hermes sáng chế, giúp các thương gia dễ dàng hơn trong việc trao đổi buôn bán hàng hóa. Những người Hy Lạp cổ tin rằng thần bảo hộ cho thương nghiệp và những thương gia luôn cầu nguyện thần phù hộ cho công việc trao đổi thuận lợi.

## Hermes và việc đưa linh hồn người chết đến cổng âm phủ
Nhờ việc Hermes là người truyền tin của các vị thần, Hermes có khả năng đi lại tự do giữa các thế giới, bầu trời, đại dương, sông, suối, nhân giới, địa ngục, mà không bị bất kỳ ai kiểm soát, ngăn cấm. Tận dụng việc đó, Zeus đã giao cho Hermes việc dẫn dắt linh hồn người chết đến cổng âm phủ, giao cho Charon, người lái đò đưa các linh hồn qua sông Styx đến âm phủ. Hermes rất bất bình với việc này nhưng cũng đành chấp nhận. Nên xưa kia, khi trong nhà có người chết, người ta thường bảo "Thần Hermes đã lấy đi linh hồn của họ".
Hermes có trong tay chiếc gậy có thể khiến cho thần thánh hoặc người trần ngủ say như chết và cũng có thể đánh thức bất cứ ai dù ngủ say đến mức nào đi nữa.

## Một số hình ảnh

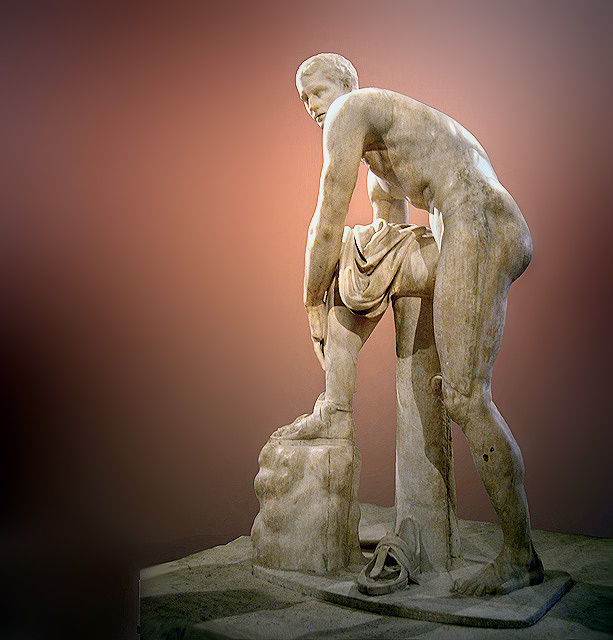
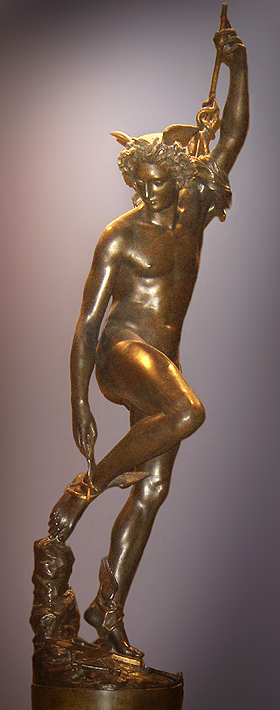
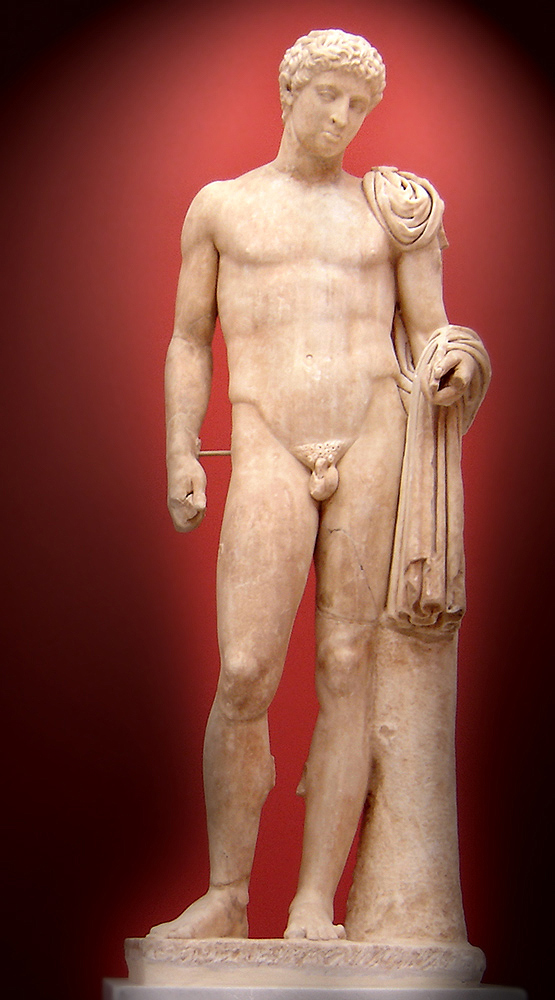

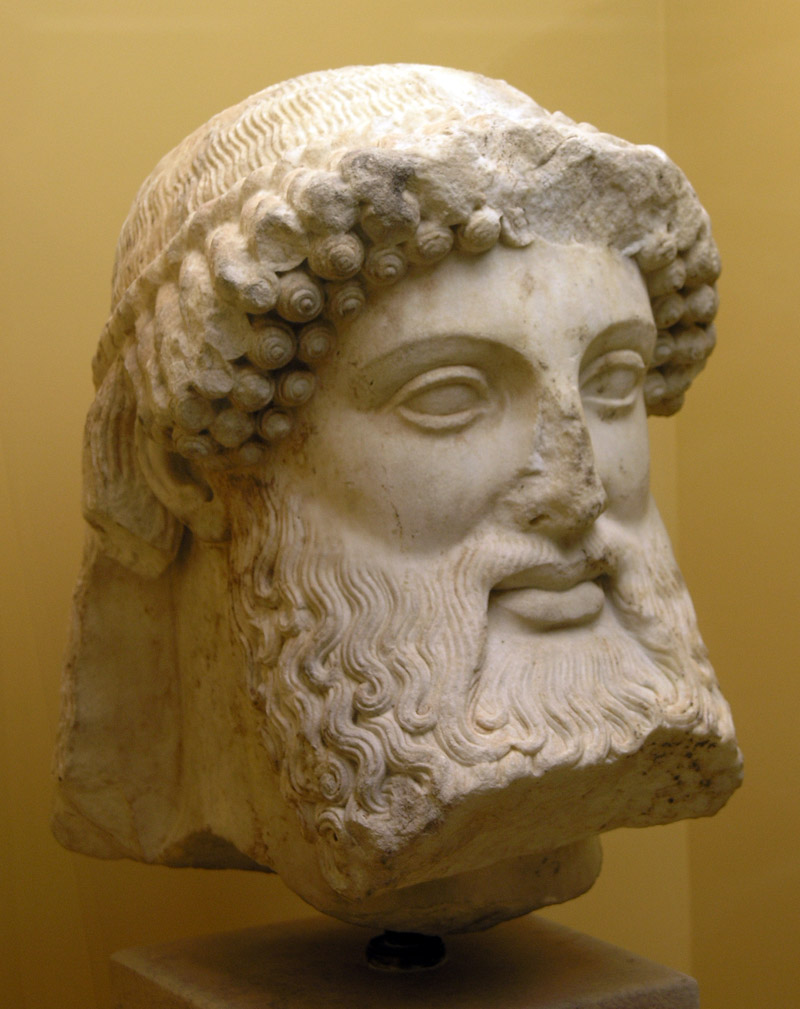
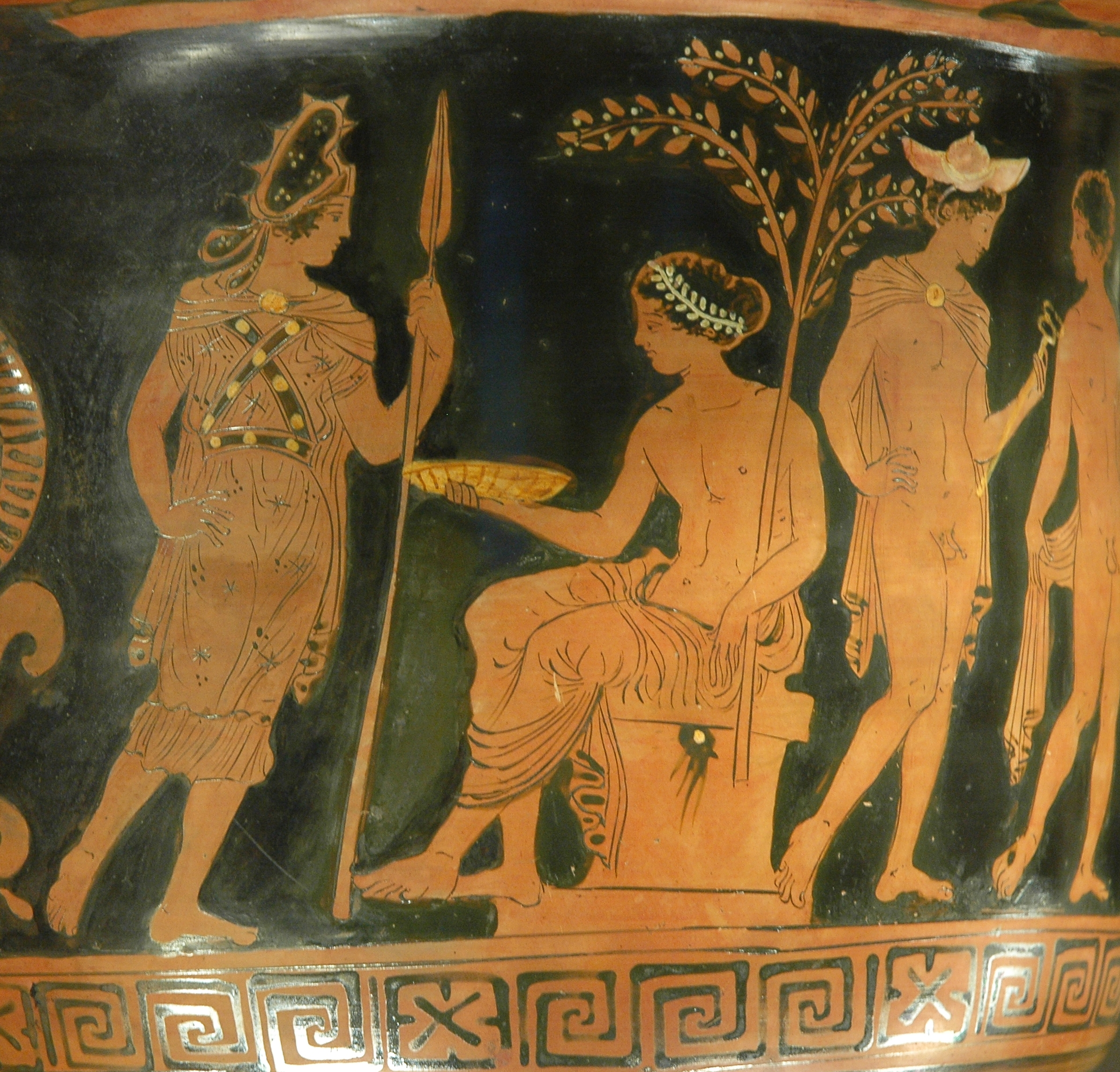
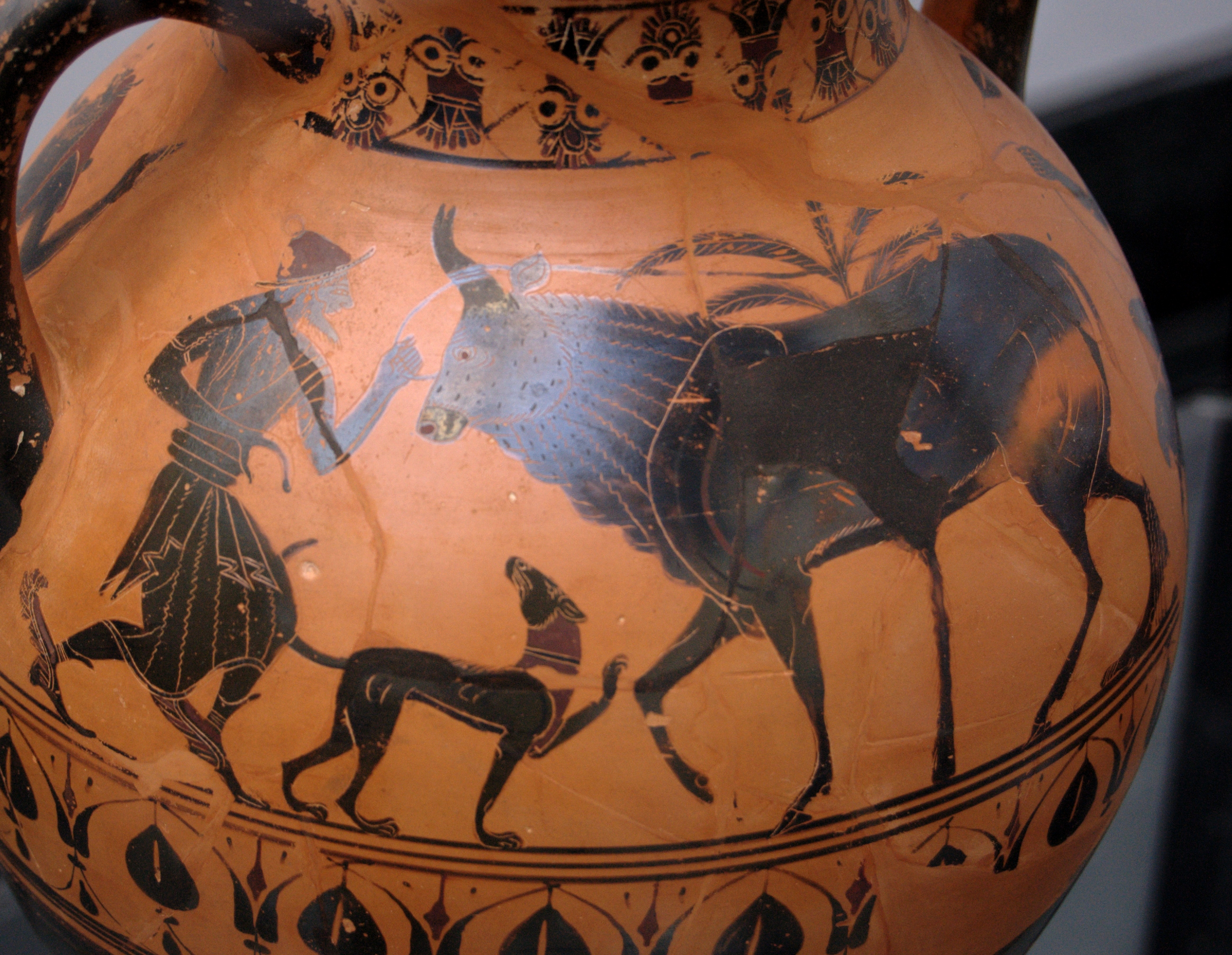

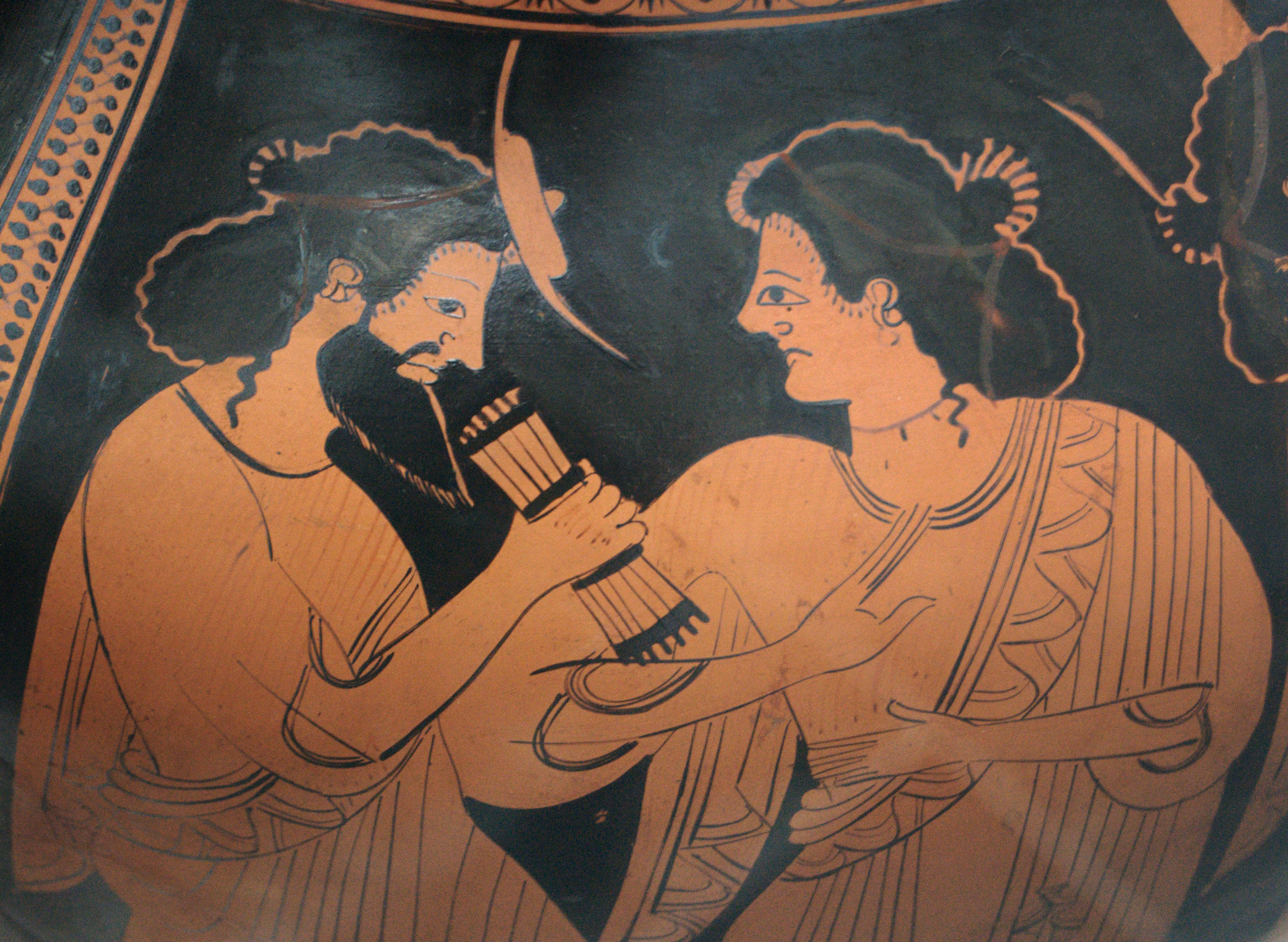
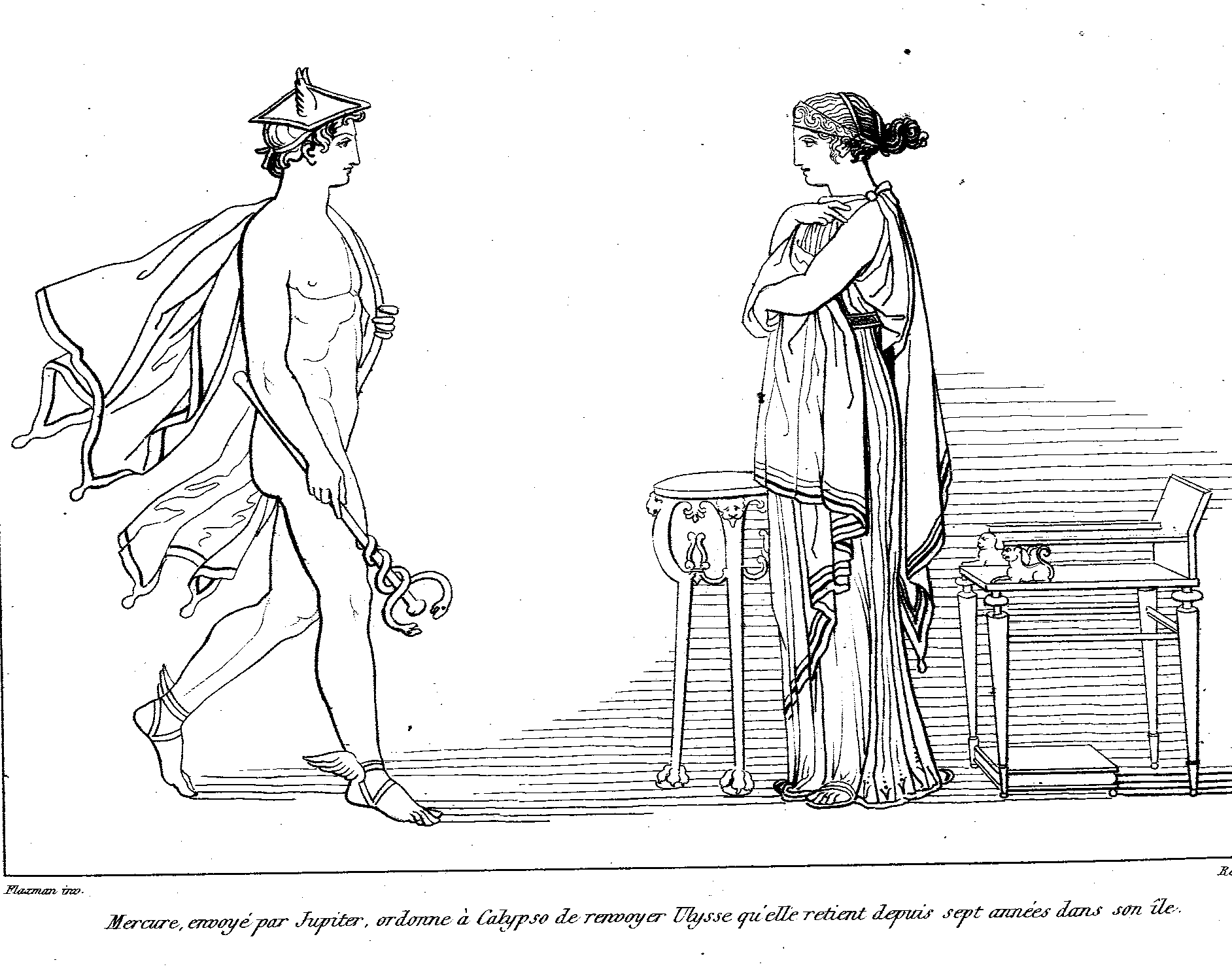

| Mười hai vị thần trên đỉnh Olympus                                                                                        |
| Zeus \| Hera \| Poseidon \| Hestia \| Demeter \| Aphrodite \| Athena \| Apollo \| Artemis \| Ares \| Hephaistos \| Hermes |